# 曹秉忠
曹秉忠，四川承宣佈政使司井研縣人。明朝解元、政治人物。

## 生平
明神宗萬曆四十三年（1615年），中式己卯科四川鄉試第一名舉人（解元）。